# Gaston Gambor
Gaston Gambor (Bangui, 23 settembre 1948 – Parigi, 6 marzo 2019) è stato un cestista centrafricano.

## Carriera
Con la Rep. Centrafricana ha preso parte ai Campionato del mondo del 1974.